# Férfi 10 méteres toronyugrás a 2018-as úszó-Európa-bajnokságon
A 2018-as úszó-Európa-bajnokságon a férfi 10 méteres toronyugrás versenyszámának selejtezőjét augusztus 12-én délelőtt, a döntőjét pedig délután rendezték meg a Royal Commonwealth Poolban.

## Versenynaptár
Az időpontok helyi idő szerint olvashatóak (GMT +00:00).
| Dátum                         | Időpont | Forduló   |
| ----------------------------- | ------- | --------- |
| 2018. augusztus 12., vasárnap | 09:30   | Selejtező |
| 2018. augusztus 12., vasárnap | 13:30   | Döntő     |

## Eredmény
Zölddel kiemelve a döntőbe jutottak
| #  | Versenyző          | Ország                   | Selejtező | Selejtező | Döntő   | Döntő  |
| #  | Versenyző          | Ország                   | Rangsor   | Pontok    | Rangsor | Pontok |
| -- | ------------------ | ------------------------ | --------- | --------- | ------- | ------ |
|    | Alekszandr Bondar  | Oroszország (RUS)        | 1         | 459,60    | 1       | 542,05 |
|    | Nyikita Slejher    | Oroszország (RUS)        | 5         | 431,10    | 2       | 481,15 |
|    | Benjamin Auffret   | Franciaország (FRA)      | 3         | 439,05    | 3       | 480,60 |
| 4  | Makszim Dolhov     | Ukrajna (UKR)            | 9         | 402,90    | 4       | 464,65 |
| 5  | Matthew Lee        | Egyesült Királyság (GBR) | 2         | 458,55    | 5       | 452,20 |
| 6  | Matthew Dixon      | Egyesült Királyság (GBR) | 7         | 423,40    | 6       | 448,90 |
| 7  | Lev Szargiszjan    | Örményország (ARM)       | 6         | 429,90    | 7       | 437,30 |
| 8  | Timo Barthel       | Németország (GER)        | 4         | 431,95    | 8       | 408,25 |
| 9  | Vladimir Barbu     | Olaszország (ITA)        | 10        | 377,80    | 9       | 392,50 |
| 10 | Vadzim Kaptur      | Fehéroroszország (BLR)   | 8         | 415,60    | 10      | 375,60 |
| 11 | Florian Fandler    | Németország (GER)        | 12        | 365,15    | 11      | 364,40 |
| 12 | Vinko Paradzik     | Svédország (SWE)         | 11        | 369,80    | 12      | 359,55 |
|    |                    |                          |           |           |         |        |
| 13 | Nikolás Molvalisz  | Görögország (GRE)        | 13        | 351,70    |         |        |
| 14 | Artsiom Barouski   | Németország (GER)        | 14        | 336,55    |         |        |
| 15 | Oleh Serbin        | Ukrajna (UKR)            | 15        | 331,10    |         |        |
| 16 | Vartan Bayanduryan | Örményország (ARM)       | 16        | 248,25    |         |        |